# 毛利房裕
毛利 房裕（もうり ふさみち、宝暦9年3月15日（1759年4月12日） - 文化9年4月2日（1812年5月12日））は、長州藩一門家老である吉敷毛利家の11代当主。父は阿川毛利就貞。母は繁沢利充の娘。養父は毛利包詮。養子に毛利房謙。通称は峯松槌、筑後。

## 生涯
長州藩士繁沢就貞（後の阿川毛利就貞）の次男として生まれる。初名は礼行、のち長州藩主毛利斉房の偏諱を受け房直と改名する。享和4年（1804年）7月26日、毛利包詮の遺跡を相続して吉敷領主となる（同年4月19日には父・就貞が死去しているが、房裕自身はその跡を継がず、代わりに房嘉が養子となって家督を継いでいる）。翌文化2年（1805年）、家臣の学者・服部伝厳による建議を裁可、服部に学頭に命じ、士族子弟の教育のために郷校「憲章館」を設立した。憲章館からは、幕末に成瀬仁蔵らの人材を輩出した。
文化9年（1812年）4月2日没。享年54。家督は養子の房謙が相続した。